# قط آسيوي
قط آسيوي (بالإنجليزية: Asian cat)‏، هو سلالة من القطط الأصلية في إنجلترا تشبه القط البورمي، لكن هذه القطط لها نمط ولون فراء مختلف. هي قطط متوسطة الحجم لها ألوان وأنماط مختلفة.

## تاريخ
بدأ تكاثر السلالة بالصدفة في إنجلترا في عام 1981 بدون علم صاحبتها البارونة ميراندا فون كيرشبرغ، بحيث تم إطلاق برنامج تربية البورمية الفضية وإنشاء سلالة بورميلا عن طرق عملية التهجين بين القط البورمي الٳنجليزي والقط الفارسي. من برنامج التكاثر هذا، ولدت العديد من القطط التي لم يكن لونها هو لون قط شيرزاي أو التي كان معطفها طويل الشعر، مما أدى إلى ظهور سلالة القط الآسيوي وسلالة التيفاني على التوالي.

## الشكل
القط الآسيوي معترف به من قبل اتحادات مجلس إدارة هواية العناية بالقطط والكتاب الرسمي في أصول القطط والاتحاد العالمي للقط. يعتمد الكتاب الرسمي في أصول القطط في التعرف على القط الآسيوي وسلالة بورميلا وسلالة تيفاني على نفس المعيار، فهذه السلالات تختلف فقط من خلال لون أو طول الفرو. يضيف معيار الاتحاد العالمي للقط ملاحظة مفادها أن الآسيوي هو من النوع البورمي.
القط الآسيوي هو قط متوسط الحجم من النوع الشبه أجنبي، عضلي ولكنه أنيق، وله أرجل رقيقة ومتناسقة مع الجسم، مع أرجل خلفية أعلى قليلاٞ من الأرجل الأمامية. القدمان بيضاويا الشكل والذيل متوسط الطول مع طرف مستدير. الرأس متوسط الحجم ويشكل مثلثًا قصيرًا من الأمام ولكنه مرتفع نوعا ما بين الذقن وأعلى الجمجمة، الجزء العلوي من الجمجمة عريض ومقبب والجبهة مستديرة. الآذان متوسطة الحجم ومتباعدة عن الجمجمة. فهي عريضة عند القاعدة ومدورة في النهاية، والعيون كبيرة ومعبرة ومتباعدة عن بعضها البعض. الجانب السفلي من العين متقارب، بينما يكون الجزء العلوي مستقيم ويميل قليلاً نحو الأنف. يعتبر لون الأعين المقبول هو اللون بين الأصفر والأخضر. يحدد الكتاب الرسمي في أصول القطط أن العيون الذهبية مفضلة للقطط ذات الشعر الداكن والعيون الخضراء للقطط ذات الشعر الفضي.
الفرو قصير ويتم قبول جميع الأنماط التقليدية من غير اللون الأبيض العادي. ويُسمح بتهجين القط الآسيوي مع القط البورمي الإنجليزي وقط البورميلا فقط.